# 特佳麗
特佳麗（日语： Takara）曾經是日本的玩具製造商之一，已於2006年3月與同業多美合併。。公司名稱取自創業地名宝木塚町的「寶」。
原本是製造傳統玩具及紙牌遊戲的公司，1974年開始推出《微星小超人》玩具系列，1980年起推出了《戴亞克隆》及《微星小超人-微星機械人》系列，1984年和美國孩之寶合作將《戴亞克隆》及《微星小超人-微星機械人》兩個系列以《變形金剛》之名稱引進美國，1986年開始負責設計美版《變形金剛》玩具到現在，1988年陸續推出《魔神英雄傳》、《魔動王》模型系列，1990年推出《勇者系列》，在2002年起也開始製造電動汽車等玩具。
特佳麗在女孩玩具主力產品為莉卡娃娃及珍妮娃娃，稱之為「女孩玩具中的珍寶」，在女孩玩具中執牛耳地位；但Bandai推出美少女戰士玩具後，特佳麗的娃娃龍頭地位不保。
後來特佳麗推出戰鬥陀螺（BeyBlade），成為男孩玩具的主要廠商；但後來也因為戰鬥陀螺在海外市場的銷售情況不好，導致特佳麗經營不善，最終與多美合併。